# After Hours (альбом The Weeknd)
After Hours — четвертий студійний альбом канадського співака The Weeknd, що вийшов 20 березня 2020 року. Назву було представлено 13 лютого 2020 року. У період з листопада по лютий вийшли три сингли: «Heartless», «Blinding Lights», «In Your Eyes» і «Save Your Tears». Це перший студійний альбом The Weeknd з моменту випуску Starboy в 2016-му і мініальбому My Dear Melancholy, в 2018-му. Показово, що в альбомі немає запрошених артистів.

## Історія
Уперше Вікнд повідомив, що працює над новим альбомом в листопаді 2018 року, сказавши під час виступу: «Глава VI — скоро». 12 січня 2019 року Тесфає продовжив розповідати про альбом і про його звук, написавши твіт: «Більше не буде денної музики», що дозволило припускати, що в альбомі продовжаться ідеї, закладені в My Dear Melancholy. 6 серпня 2019, після декількох спільних синглів, Вікнд оголосив, що продовжує роботу над новим альбомом. 24 листопада 2019 року сингл «Blinding Lights» пролунав в телевізійній рекламі Mercedes-Benz, а на наступний день було оголошено про вихід синглу «Heartless». 27 листопада в передачі The Weeknd's Memento Mori на радіо Beats 1 відбулася прем'єра пісні «Heartless» . Обидва сингли стали комерційно успішними, а критики їх тепло прийняли. «Heartless» стала 4-й піснею Вікнда, яка піднялася на 1-е місце в чарті Billboard Hot 100, а «Blinding Lights» зайняла перші місця у топах різних країн. 13 лютого 2020 року Тесфає оголосив назву альбому в 48-секундному тизері.
20 березня 2020 Ейбел офіційно випустив свій альбом «After Hours», що складається з 14 пісень. Пізніше, 30 березня він додав до альбому ще 3 пісні — «Nothing compares», «Missed you» і «Final Lullaby».

## Художнє оформлення
Креативним напрямком альбому займався La Mar C. Taylor.

## Реліз і просування

### Живі виступи
5 грудня 2019 року The Weeknd вперше виконав сингл «Heartless» в програмі «Пізнє шоу зі Стівеном Кольбером». «Blinding Lights» дебютувала наступного дня на тому ж шоу. Обидва виступи отримали позитивну реакцію критиків і глядачів, і їх порівняли з ранніми виступами Майкла Джексона і Прінса. 22 січня 2020 року в програмі «Джиммі Кіммел наживо!» була виконана «Blinding Lights». Виступ Тесфає булв натхненний кліпом для цієї пісні, який вийшов незадовго до цього виступу.
The Weeknd був оголошений музичним гостем у випуску 45-го сезону Saturday Night Live 7 березня 2020 року, де Ейбел виконав композицію «Scared To Live» вперше, а також сингл «Blinding Lights».
30 серпня 2020 року Вікнд виконав «Blinding Lights» на церемонії MTV VMAs 2020 . Цей виступ підкорив усіх і затьмарив інших артистів. The Weeknd виступив на висоті 335 метрів над землею на оглядовому майданчику Hudson Yard в Нью-Йорку.
25 вересня 2020 року було виконано пісню «In Your Eyes» спільно з Kenny G і сингл «Blinding Lights» на сцені Time100 live, де Тесфає виступив вперше.
23 листопада 2020 року виконав композиції «Save Your Tears» та «In Your Eyes» спільно з Kenny G на AMAs 2020. Їх виступ став найграндіознішим серед виступів того вечора — артист співав пісні, гуляючи, бігаючи і танцюючи на порожній дорозі, поки навколо нього вибухала маса феєрверків.
25 листопада 2020 року Ейбел виступив для VEVO з композиціями «Faith» (яку які раніше не виконував наживо) та «In Your Eyes» спільно з Kenny G .
10 грудня 2020 року виступив на шоу iHeartRadio Jingle Ball Live, де також брали участь такі артисти як Білл Айліш, Сем Сміт, Дуа Ліпа та інші. Були виконані композиції: «In Your Eyes», «Blinding Lights» та «Save Your Tears».

### Сингли
27 листопада 2019 року лід-сингл альбому, «Heartless», вийшов в цифровому форматі в музичних магазинах і потокових сервісах. Пісня була спродюсирована американським продюсером Метро Бумін. «Heartless» став першим сольним синглом The Weeknd з моменту випуску в 2018 році «Call Out My Name» з міні-альбому My Dear Melancholy. Сингл посів перше місце в американському чарті Billboard Hot 100 і став четвертою піснею The Weeknd, яка очолила чарт, а також другим його синглом, який спродюсував Метро Бумін. Музичний відеокліп для пісні вийшов 2 грудня 2019 року.
Другий сингл з альбому, «Blinding Lights», вийшов у цифровому форматі в музичних магазинах та стрімінгових сервісах 29 листопада 2019 року. Пісня дісталася до 11-го місця в американському Billboard Hot 100 і зайняла 1-е місце в різних країнах, ставши першою піснею Вікнда, дісталася до 1-го місця в Австралії та Великій Британії. Кліп на цю пісню зняли після кліпу на «Heartless» і він вийшов 21 січня 2020 року.
23 березня 2020 року вийшов кліп «In Your Eyes» і на наступний день, 24 березня 2020 року, він вийшов як третій сингл.

### Тизер
13 лютого 2020 року Ейбел випустив 48-секундний тизер, в якому було оголошено назву альбому. Журналісти відзначили його схожість з цифровими роботами, виконаними у фільмі «Неграновані коштовності» 2019 року, в якому Тесфає з'явився в камео. Візуальні ефекти тизера також було використано в музичних відео для перших двох синглів з альбому.

## Відгуки
After Hours отримав позитивні відгуки музичних критиків та інтернет-видань. На сайті Metacritic альбом отримав 83 бали зі 100 на основі 17 оглядів, а на сайті AnyDecentMusic? дали йому 7,7 з 10 .

## Список композицій
Інформацію було взято з Apple Music і Tidal.
| #     | Назва               | Тривалість |
| ----- | ------------------- | ---------- |
| 1.    | «Alone Again»       | 4:10       |
| 2.    | «Too Late»          | 3:59       |
| 3.    | «Hardest to Love»   | 3:31       |
| 4.    | «Scared to Live»    | 3:11       |
| 5.    | «Snowchild»         | 4:07       |
| 6.    | «Escape from LA»    | 5:55       |
| 7.    | «Heartless»         | 3:18       |
| 8.    | «Faith»             | 4:43       |
| 9.    | «Blinding Lights»   | 3:20       |
| 10.   | «In Your Eyes»      | 3:57       |
| 11.   | «Save Your Tears»   | 3:35       |
| 12.   | «Repeat After Me»   | 3:15       |
| 13.   | «After Hours»       | 6:01       |
| 14.   | «Until I Bleed Out» | 3:10       |
| 56:12 |                     |            |

## Чарти
| Чарт (2020)                                          | Найвища позиція |
| ---------------------------------------------------- | --------------- |
| Австралія Australian Albums (ARIA)                   | 1               |
| Бельгія Belgian Albums (Ultratop Flanders)           | 1               |
| Бельгія Belgian Albums (Ultratop Wallonia)           | 2               |
| Канада Canadian Albums (Billboard)                   | 1               |
| Чехія Czech Albums (ČNS IFPI)                        | 1               |
| Данія Danish Albums (Hitlisten)                      | 1               |
| Нідерланди Dutch Albums (MegaCharts)                 | 1               |
| Естонія (Eesti Ekspress)                             | 1               |
| Фінляндія Finnish Albums (Suomen virallinen lista)   | 2               |
| Франція (SNEP)                                       | 2               |
| Німеччина German Albums (Offizielle Top 100)         | 5               |
| Ірландія Irish Albums (OCC)                          | 1               |
| Італія Italian Albums (FIMI)                         | 1               |
| Japan Hot Albums (Billboard Japan)                   | 76              |
| Lithuanian Albums (AGATA)                            | 1               |
| Нова Зеландія New Zealand Albums (Recorded Music NZ) | 1               |
| Норвегія Norwegian Albums (VG-lista)                 | 1               |
| Шотландія Scottish Albums (OCC)                      | 2               |
| Spanish Albums (PROMUSICAE)                          | 3               |
| Швеція Swedish Albums (Sverigetopplistan)            | 1               |
| Велика Британія UK Albums (OCC)                      | 1               |
| США Billboard 200                                    | 1               |
| США Top R&B/Hip-Hop Albums (Billboard)               | 1               |